# Se mi chiami
Se mi chiami è un singolo del rapper italiano Rocco Hunt, pubblicato il 20 novembre 2015 come secondo estratto dal terzo album in studio SignorHunt.

## Descrizione
Quarta traccia dell'album, Se mi chiami ha visto la partecipazione vocale del cantautore italiano Neffa.

## Classifiche
| Classifica (2016) | Posizione massima |
| ----------------- | ----------------- |
| Italia            | 69                |